# Luigi Arrigoni
Luigi Arrigoni (* 2. Juni 1890 in Morimondo, Provinz Mailand, Italien; † 6. Juli 1948 in Lima, Peru) war ein römisch-katholischer Erzbischof und Diplomat des Heiligen Stuhls.

## Leben
Luigi Arrigoni empfing am 18. Januar 1922 das Sakrament der Priesterweihe für das Erzbistum Mailand.
Am 31. Mai 1946 ernannte ihn Papst Pius XII. zum Titularerzbischof von Apamea in Syria und bestellte ihn zum Apostolischen Nuntius in Peru. Der Kardinalbischof von Velletri, Clemente Micara, spendete ihm am 28. Juli desselben Jahres die Bischofsweihe; Mitkonsekratoren waren der Offizial im Staatssekretariat des Heiligen Stuhls, Kurienerzbischof Angelo Rotta, und der Apostolische Nuntius in Estland und Lettland, Antonino Arata.